# Сікори-Юські (Вармінсько-Мазурське воєводство)
Сікори-Юські (пол. Sikory Juskie, нім. Wellheim) — село в Польщі, у гміні Старі Юхи Елцького повіту Вармінсько-Мазурського воєводства.
Населення — 40 осіб (2011).
У 1975-1998 роках село належало до Сувальського воєводства.

## Демографія
Демографічна структура станом на 31 березня 2011 року:
|          | Загалом | Допрацездатний вік | Працездатний вік | Постпрацездатний вік |
| -------- | ------- | ------------------ | ---------------- | -------------------- |
| Чоловіки | 17      | 9                  | 7                | 1                    |
| Жінки    | 23      | 8                  | 12               | 3                    |
| Разом    | 40      | 17                 | 19               | 4                    |